# Sirevåg
Sirevåg är en tätort i Hå kommun i Rogaland fylke i sydvästra Norge. Orten ligger vid fylkesväg 44 och Jærbanan, öster om Ognabukta i Nordsjön.
Orten har tidigare tillhört dåvarande Ogna kommun.